# Nicolás Burdisso

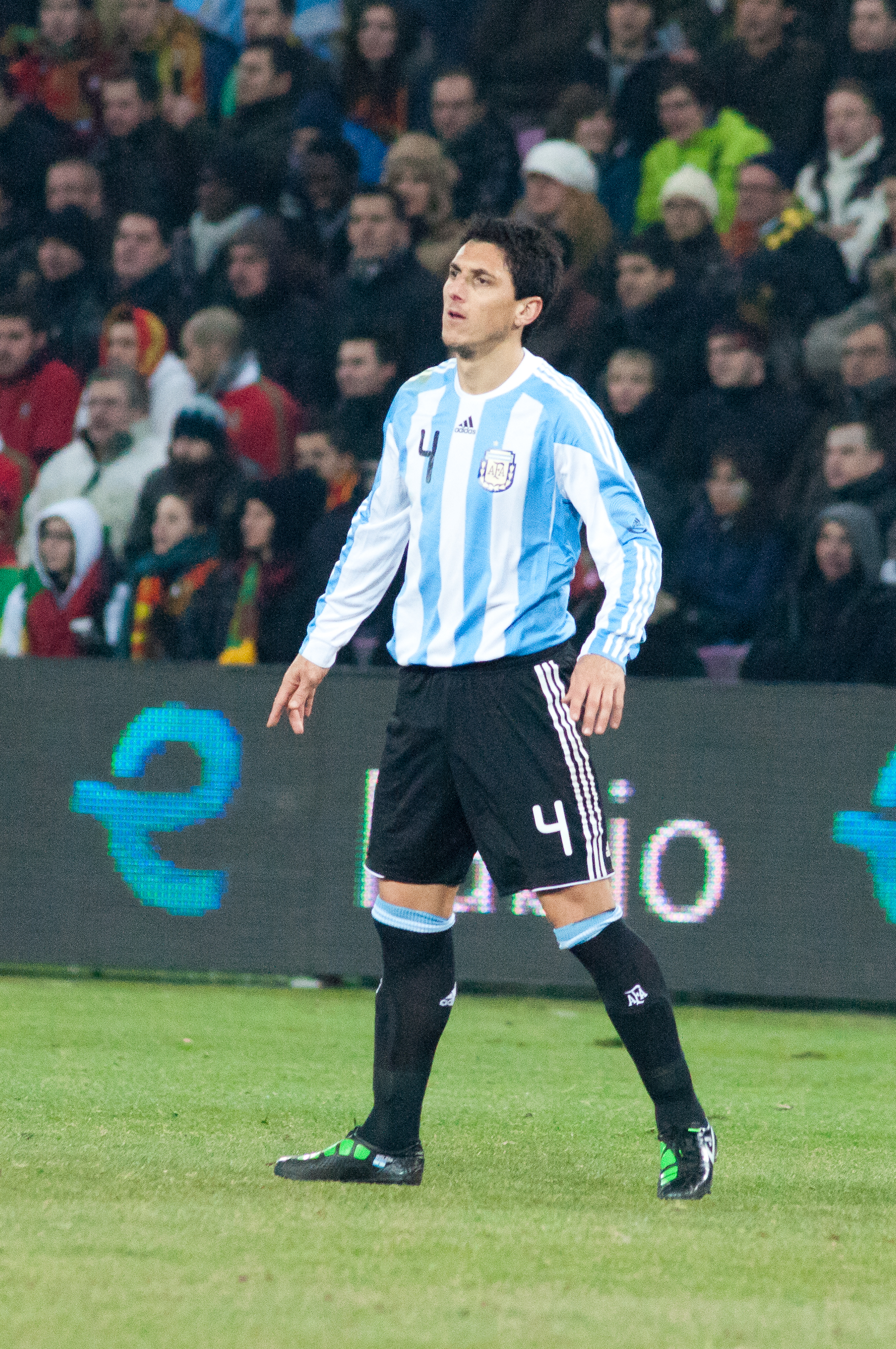
Nicolás Burdisso

Nicolás Burdisso, född 12 april 1981, är en argentinsk före detta fotbollsspelare (försvarare) som senast spelade i Torino FC, dit han kom från Genoa CFC. Burdisso kom till Inter 2004 från Boca Juniors. Han har även representerat AS Roma under fem säsonger. Burdisso debuterade i det argentinska landslaget 2003 och deltog i VM 2006.
Han är även känd för att han fick sitt näsben brutet efter slagsmålet i matchen mellan Inter och Valencia i champions league där Inter åkte ut i åttondelsfinalen. 